# Железный волк
Железный волк (лит. Geležinis Vilkas) — североевропейский фольклорный персонаж в виде волшебного волка.
В Литве он присутствует в легенде об основании Вильнюса, где акцентирован момент его неуязвимости. Железный волк является во сне великому князю Гедимину, причём языческий жрец Лиздейка истолковал Железного волка как олицетворение грядущего неприступного замка (эта легенда изображена на памятнике Гедимину в литовской столице).
Предание об основании города рассказывает о сне, приснившемся князю, когда однажды после охоты он остановился на ночлег у холма над рекой Вильня:

И приснился ему там сон, что на горе, которую звали Кривая, а сейчас Лысая, стоит большой железный волк и в нем ревет, как будто сто волков выло. И очнувшись от сна своего, он сказал волхву своему по имени Лиздейко, который был найден в орлином гнезде, и был тот Лиздейко у князя Гедимина волхвом и наивысшим языческим попом: «Видел я сон удивительный»; и сказал ему все, что во сне видел. А тот волхв Лиздейко сказал государю: «Князь великий, железный волк означает, что будет здесь столичный город, а что у него внутри ревет — то слава о нем разнесется на весь мир». И князь великий Гедимин завтра же, не уезжая, послал за людьми и заложил замок, один на Свинтороге, Нижний, а другой — на Кривой горе, которую теперь зовут Лысой, и дал имя тем городам Вильно.
— Хроника Быховца — «РОД ВЕЛИКИХ КНЯЗЕЙ ЛИТОВСКИХ, ИЗ ПОКОЛЕНИЯ И ИЗ РОДА... »
В поэме Адама Мицкевича «Пан Тадеуш» эта легенда об основании Вильнюса изложена следующим образом:

Однажды Гедимин охотился в Понарах,

На шкуру он прилёг в тени деревьев старых

И песней тешился искусного Лиздейки,

Пока не задремал под говорок Вилейки;

Железный волк ему явился в сновиденье,

И понял Гедимин ночное откровенье:

Он Вильно основал, и, словно волк огромный

В кругу других зверей, встал город в чаще тёмной.

Именем «Железный волк» была названа нацистская организация Аугустинаса Вольдемараса, предпринявшая попытку путча в 1934 году, а также современная механизированная бригада ВС Литвы.
В украинских сказках Железный волк олицетворял силу, рыцарство, отвагу и приходил на помощь обездоленным.
В Белоруссии Железный волк отождествлялся с полоцким князем Всеславом.